# 圣若翰洗者大殿

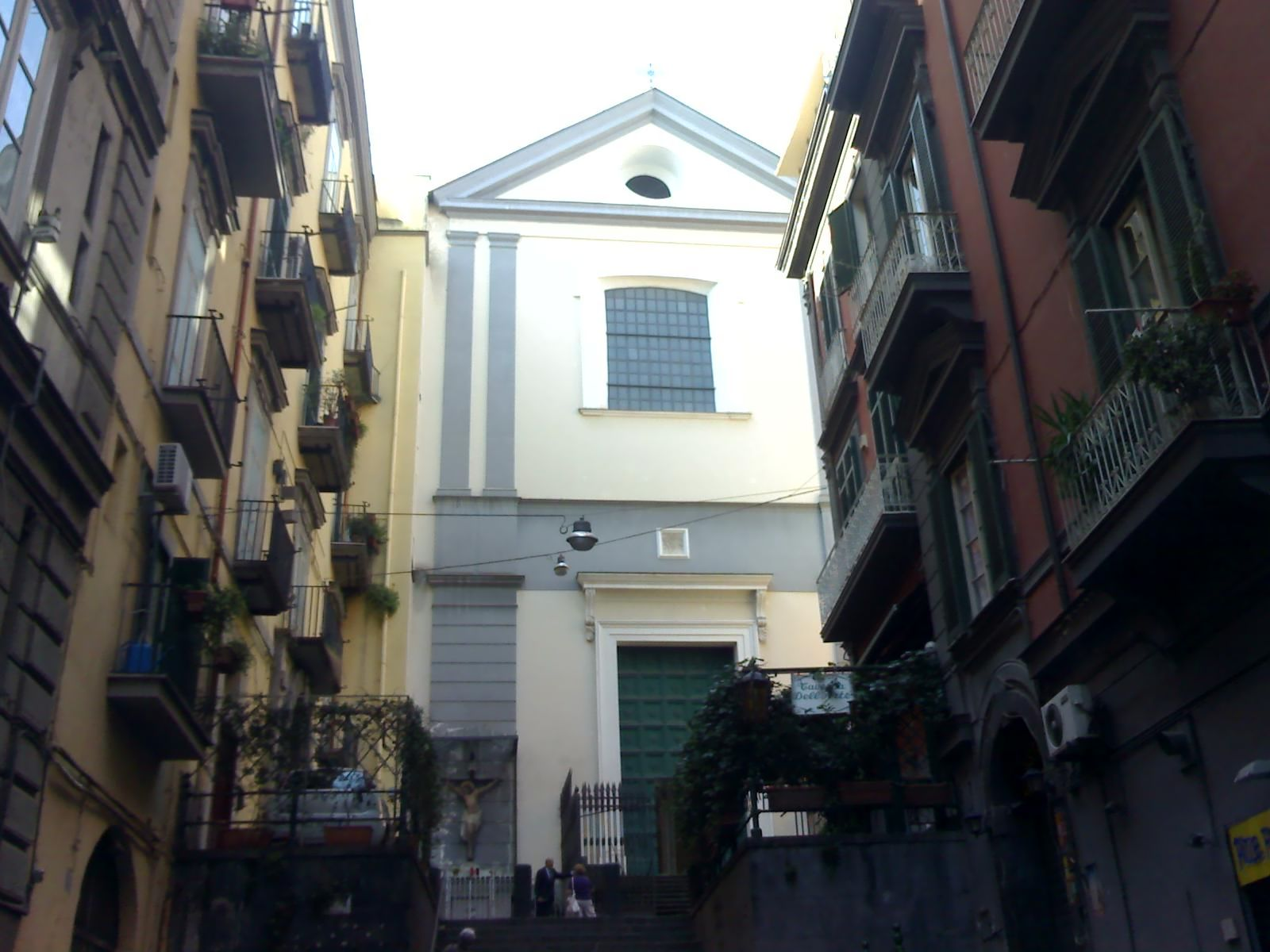
立面

圣若翰洗者大殿（Basilica di San Giovanni Maggiore）是一座罗马天主教宗座圣殿，位于意大利那不勒斯市中心的圣若翰街。
该教堂始建于324年。传说康斯坦丁大帝创建此堂，感谢他的女儿康斯坦斯从海难中获救，可能由供奉海克勒斯或哈德良的异教神庙改建。

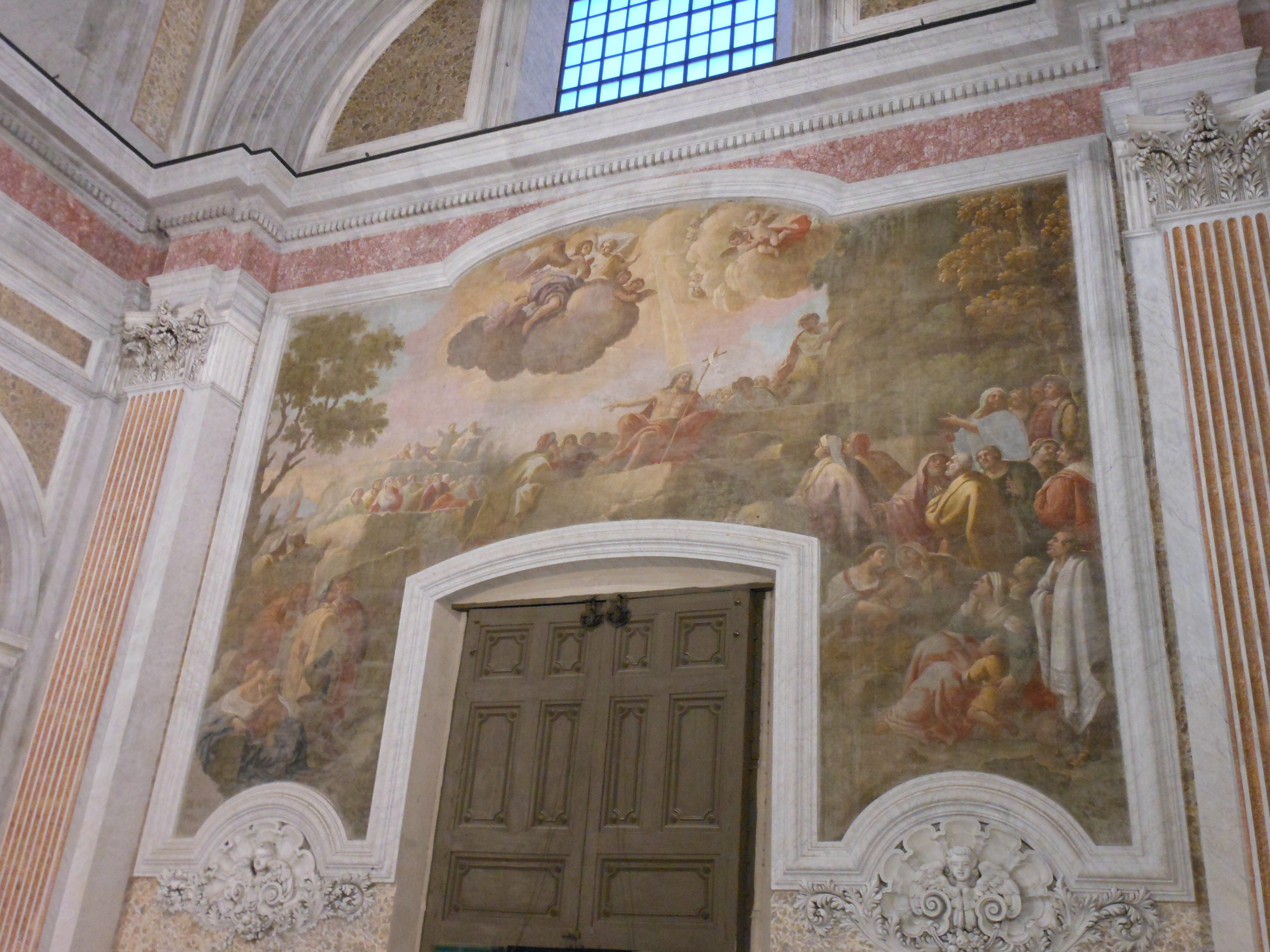
立面的背面

该教堂历经多次重建，6世纪改建为拜占庭 风格。1635年地震后，于1656年由迪奥尼西奥拉扎里重建成今天看到的巴洛克式建筑。他设计的圆顶，于1685年完成。在1732年和1805年又经历地震和重建。1870年的地震摧毁了教堂屋顶，已无法恢复昔日的细节。1872年若瑟•佩雷拉神父委托工程师乔治•汤姆林森重建新古典主义的，于1887年建成。一百年后，屋顶再度坍塌，教堂再度关闭42年，直到1978年恢复早期基督教的后殿。该教堂长期关闭，进行修复和建筑研究。 

## 内部
教会为巴西利卡平面。立面的背面是大型壁画《圣若翰洗者向门徒讲道》（1730）。现在的天花板很简单，系1970年地震以后安放。原来的天花板《基督的洗礼》可以在右边的第一个小堂看到。

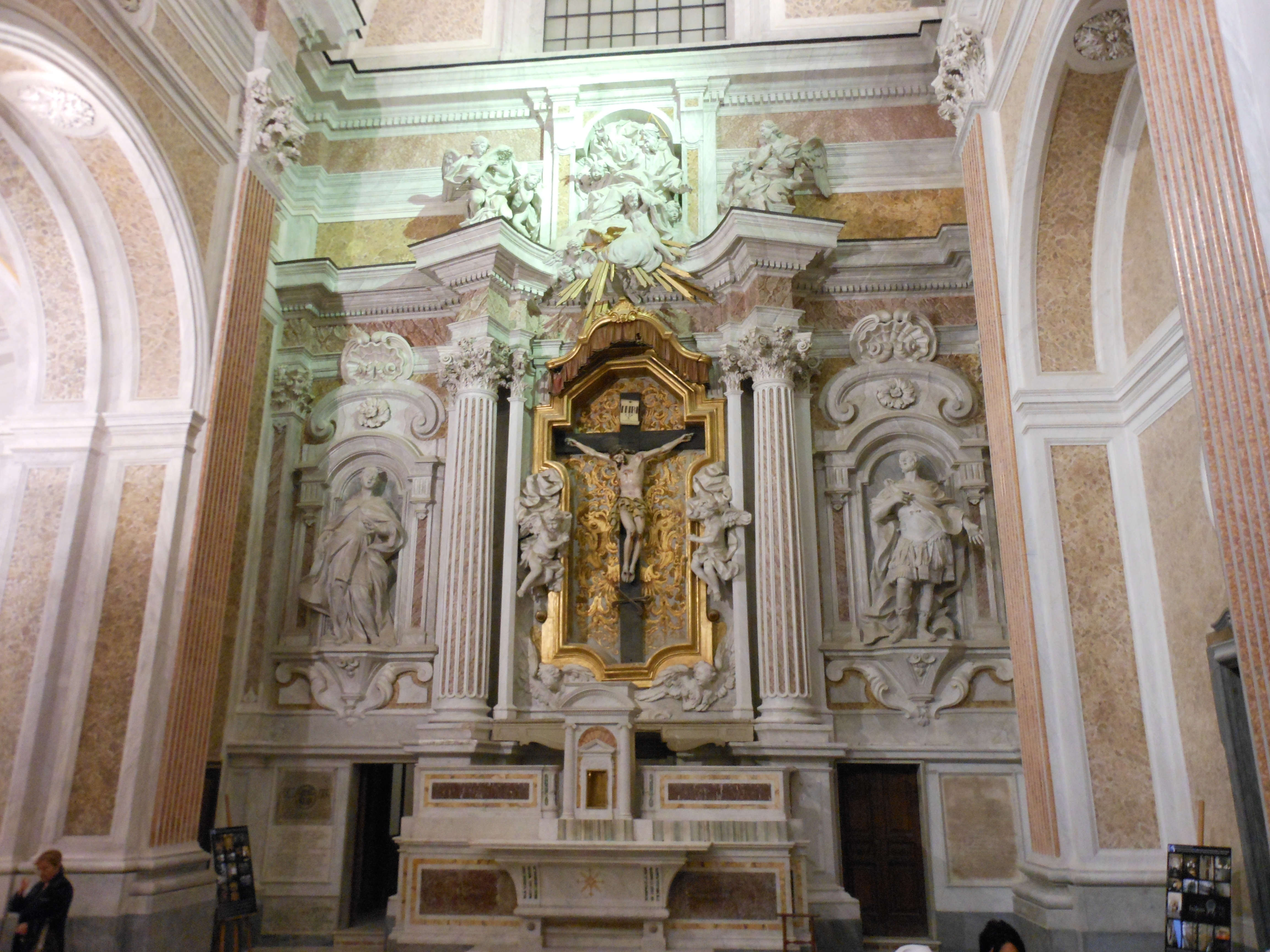
十字架小堂，洛伦佐•瓦卡罗

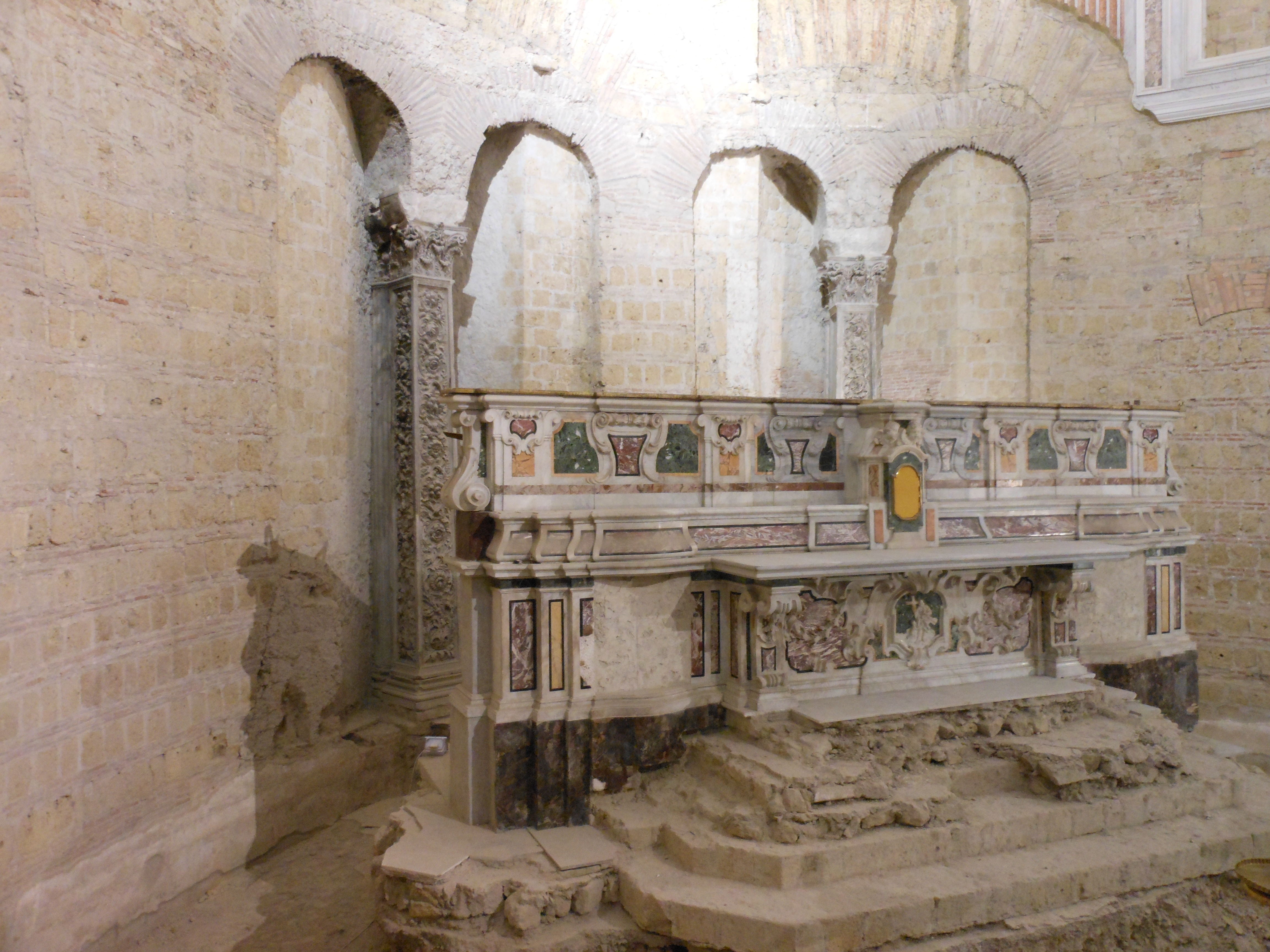
正祭台和古代后殿

壮观的正祭台，已受损多年，由多梅尼科•安东尼奥•瓦卡罗建于1743年。后殿的背后是可见的古代的教堂后殿。
在左侧耳堂的十字架小堂（Cappellone del Crocifisso），有康斯坦丁和康斯坦斯父女的雕像（洛伦佐•瓦卡罗，1689年）。
40°50′44″N 14°15′20″E / 40.845464°N 14.255520°E